# ليكس واتسون
ليكس واتسون (بالإنجليزية: Lex Watson)‏ هو ناشط حقوق إل جي بي تي أسترالي، ولد في 29 يناير 1943 في برث في أستراليا، وتوفي في 6 مايو 2014.